# Knock Knock (Doctor Who)
Knock Knock (traducido literalmente como Toc Toc) es el cuarto episodio de la décima temporada de la serie británica de ciencia ficción Doctor Who. Fue escrito por Mike Bartlett y se transmitió el 6 de mayo de 2017 por el canal BBC One. Bill Potts (Pearl Mackie) y sus amigos alquilan una casa para vivir después de una recomendación de su propietario, interpretado por la estrella invitada David Suchet, pero el Doctor (Peter Capaldi) nota algo extraño en la casa cuando el piso y las paredes crujen y las criaturas salen arrastrándose a través de la madera.

## Argumento
Bill (Pearl Mackie) y otros cinco estudiantes, Shireen (Mandeep Dhillon), Pavel (Bart Suavek), Harry (Colin Ryan), Felicity (Alice Hewkin) y Paul (Ben Presley), están buscando una casa para alquilarla. Después de muchas visitas frustradas en una agencia inmobiliaria, aceptan la oferta de un anciano (David Suchet) que posee una gran mansión a un precio asequible, con la única condición de no entrar a la torre. Bill consigue que el Doctor (Peter Capaldi) le ayude con su mudanza. El Doctor intenta interactuar entre los amigos de Bill, cuando la su tranquilidad se ve perturbado por los numerosos ruidos que hace la casa.
Más tarde, el casero aparece misteriosamente, aparentemente para comprobar que todo está conforme a los estudiantes. El Doctor le pone a prueba, preguntando quién es el Primer Ministro y nombra a varios, incluyendo a Harriet Jones . El casero, sin embargo, elude la pregunta y se va. A medida que transcurre la noche, los ruidos crecen, y los amigos de Bill comienzan a desaparecer. Todas las salidas de la casa están selladas herméticamente, evitando que cualquiera de ellos salga, dividiendo al restanto. Bill y Shireen descubren a Pavel medio absorbido por la pared, y el casero aparece diciendo que ese es el precio a pagar por alquilar la casa. El Doctor descubre que la madera de la casa está infestada de criaturas parecidas a insectos que él llama Dríadas, los responsables de "devorar" a los inquilinos antes de hacer que formen parte de la casa. El Doctor y Harry descubrirán luego que cada veinte años, un nuevo grupo de inquilinos fueron llevados a esa casa antes que ellos para alimentar a las Dríadas. El casero llega y admite que necesita a los dríades para mantener viva a su hija Eliza (Mariah Gale) que está oculta en la torre.
El Doctor y Bill se encuentran en la torre, descubriendo que el cuerpo de Eliza ahora está hecho completamente de madera. El Doctor determina que el casero es en realidad el hijo de Eliza. Cuando era niño, había traído a su madre enferma terminal unas dríades dormidas que encontró en el jardín, sin darse cuenta de su poder. Cuando oyeron un sonido agudo de su caja de música, despertaron y comenzaron a convertir a Eliza en madera para evitar su muerte. Desde entonces, el casero ha controlado a las Driadas para mantener viva a Eliza mientras encontraba nuevos inquilinos para convertirlos en la fuente de alimentación de las criaturas. Eliza está consternada al descubrir que ha estado "viviendo" durante tanto tiempo sin una vida real fuera de la casa. Siendo capaz de controlar a las Dríadas, Eliza abraza a su hijo, el casero, y da las gracias al Doctor antes de que las Dríadas los devorasen, mientras al mismo tiempo liberan a todos los amigos de Bill. El grupo de estudiantes y el Doctor consiguen escapar de la casa antes de que se derrumbe.
Al volver a la universidad, el Doctor se ofrece a relevar de la custodia de la bóveda a Nardole. Se oye el sonido de un piano dentro de la bóveda mientras que el Doctor entra para cenar con el prisionero.

### Continuidad
- Cuando el Doctor habla de los Señores del Tiempo, Bill pregunta "¿Lleváis túnicas y sombreros grandes", a lo que el Doctor responde "No, grandes collares sobre todo". Esta es una referencia a muchos episodios anteriores en los que los Señores del Tiempo habían sido vistos llevando grandes collares en su vestimenta, que fueron introducidos en "El asesino letal", y que habían sido vistos recientemente en "Huido del infierno".[1] El Doctor también menciona inadvertidamente la regeneración, pero luego cambia rápidamente el tema.[1]

- El Doctor le pregunta al casero quién era el Primer Ministro en ese momento y nombra a varios, entre ellos a Harriet Jones, quien ya jugó varios papeles importantes junto al Noveno Doctor en "Alienígenas en Londres", Tercera Guerra Mundial y al Décimo Doctor en "La invasión en Navidad" y "La Tierra robada".[2]

- Bill llama al Doctor "abuelo", el mismo término que usaba Susan Foreman para llamar al Primer Doctor.

### Otras referencias
- Los compañeros de Bill descubren que tiene a Little Mix en su lista de reproducciones.[3] Las canciones de Little Mix "Black Magic" y "Get Weird" suenan durante el episodio. El Doctor dice que le recuerda de Quincy Jones, a quien "tuvo que reemplazar" una vez"[4]

## Producción
La lectura para el segundo bloque de producción de la décima temporada tuvo lugar el 18 de julio de 2016, y el rodaje comenzó el 1 de agosto de 2016, comenzando con el tercer episodio de la serie, "Hielo delgado", y luego el cuarto episodio, "Toc Toc".
La casa en la que se desarrolla esta historia, también se utilizó para la casa Wester Drumlins en el episodio de "Parpadeo". David Suchet declaró que estaba "completamente asustado" cuando se dio cuenta en el tercer día de rodaje que su familia había alquilado exactamente la misma casa para Navidad antes de las vacaciones.

## Emisión y Recepción

### Emisión
El episodio fue visto por 4,32 millones, medio millón de espectadores más que el episodio anterior, " Hielo delgado ".

### Recepción
"Toc Toc" recibió críticas positivas por parte de los críticos, recibiendo críticas con respecto a la fuerza del episodio, con elogios sobre la calidad de las actuaciones en la historia, en particular la de Suchet.